# 索库埃利亚莫斯
索库埃利亚莫斯，是西班牙卡斯蒂利亚-拉曼恰雷阿尔城省的一个市镇。 总面积374平方公里，总人口11667人（2001年），人口密度31人/平方公里。